# Andrew Nicoll
Andrew Nicoll, född 1962, är en skotsk journalist och författare. Han har skrivit två böcker varav debuten, Den gode borgmästaren, kom på svenska 2010. Han bor i Broughty Ferry, Dundee.